# اپنرود
اپنرود (به آلمانی: Eppenrod) یک شهر در آلمان است که در Verbandsgemeinde Diez واقع شده‌است. اپنرود ۷۱۷ نفر جمعیت دارد.